# Christopher Glancy
Christopher John Glancy CSV (ur. 10 kwietnia 1960 w Moline) – amerykański duchowny rzymskokatolicki posługujący w Belize, w latach 2012–2024 biskup pomocniczy Belize City-Belmopan.

## Życiorys
Święcenia kapłańskie przyjął 17 kwietnia 1993 w zgromadzeniu Kleryków św. Wiatora. Pracował głównie jako duszpasterz parafialny, był także m.in. promotorem powołań zakonnych.
18 lutego 2012 został mianowany biskupem pomocniczym Belize City-Belmopan ze stolicą tytularną Absa Salla. Sakry biskupiej udzielił mu 5 maja 2012 abp Luigi Pezzuto. 13 marca 2024 papież Franciszek przyjął jego rezygnację z pełnionego urzędu. 